# 寝屋川市立梅が丘小学校
寝屋川市立梅が丘小学校（ねやがわしりつ うめがおかしょうがっこう）は、大阪府寝屋川市梅が丘二丁目にあった公立小学校。

## 概要
寝屋川市立第四中学校校区にあり、第四中学校と同校校区内の寝屋川市立明和小学校・梅が丘小学校の3校連携で小中連携を図っていた。2005年、総合的な学習・国際理解教育におけるブルキナファソ（西アフリカ）との二年間の交流授業により、第2回開発教育／国際理解教育コンクール外務大臣賞。
施設一体型小中一貫校、寝屋川市立望が丘小学校・中学校を新設したことに伴い、2024年3月末日付で閉校した。

## 沿革
- 1977年 - 寝屋川市立明和小学校から分離開校
- 2005年 - 第2回開発教育／国際理解教育コンクール外務大臣賞
- 2024年3月31日 - 閉校。

## 通学区域
- 寝屋川市 打上宮前町、打上元町、梅が丘 1丁目・2丁目、打上宮前町1～5、打上元町16〜17

卒業生は基本的に寝屋川市立第四中学校に進学する。

## 出身者
- 原西孝幸（FUJIWARA）

## 交通
- JR片町線寝屋川公園駅